# Аверьянов, Иван Васильевич
Ива́н Васи́льевич Аверья́нов (23 сентября 1920, Ейск — 3 ноября 1998, Ульяновск) — участник Великой Отечественной войны, Герой Российской Федерации, командир штурмовой авиационной эскадрильи 110-го гвардейского штурмового авиационного полка (6-я гвардейская Запорожская ордена Богдана Хмельницкого II степени штурмовая авиационная дивизия).

## Биография
Родился 23 сентября 1920 года в Ейске в семье железнодорожника. В раннем детстве вместе с родителями переехал в Ульяновск. В Ульяновске окончил семилетнюю школу, затем — школу ФЗУ при машиностроительном заводе имени Володарского. По окончании учёбы работал на Ульяновском машиностроительном заводе имени Володарского слесарем, затем был назначен бригадиром. Прошёл обучение в Ульяновском аэроклубе.
В августе 1940 года призван в Красную армию. В 1941 году окончил Энгельсское лётное училище, в 1942 году — Краснодарское объединённое лётное училище. С апреля 1943 года — на фронте.
Совершил 115 боевых вылетов. Лично уничтожил 50 автомашин, 11 танков, 26 орудий, 22 железнодорожных вагона и 2 склада боеприпасов противника.
После войны остался служить в ВВС в звании майора.
В 1957 году, после выхода на пенсию, вернулся в Ульяновский аэроклуб, проработав сначала начальником штаба, затем начальником отдела кадров. В течение 28 лет обучал молодых пилотов.
Похоронен на Северном кладбище в Ульяновске.

## Память
- В 2001 году проезд Верхний города Ульяновск был переименован в проезд Героя России Аверьянова;
- В 2016 году на Аллее Славы у ДК имени 1-го Мая в Ульяновске установлен памятник «Герою Аверьянову И. В.»
- Его имя занесено на Стеле «Герои-володарцы» Памятника погибшим воинам-володарцам (Нижняя Терраса).
- В Ульяновске, на Обелиске «30 лет Победы», Ивану Васильевичу Аверьянову установлена мемориальная доска.

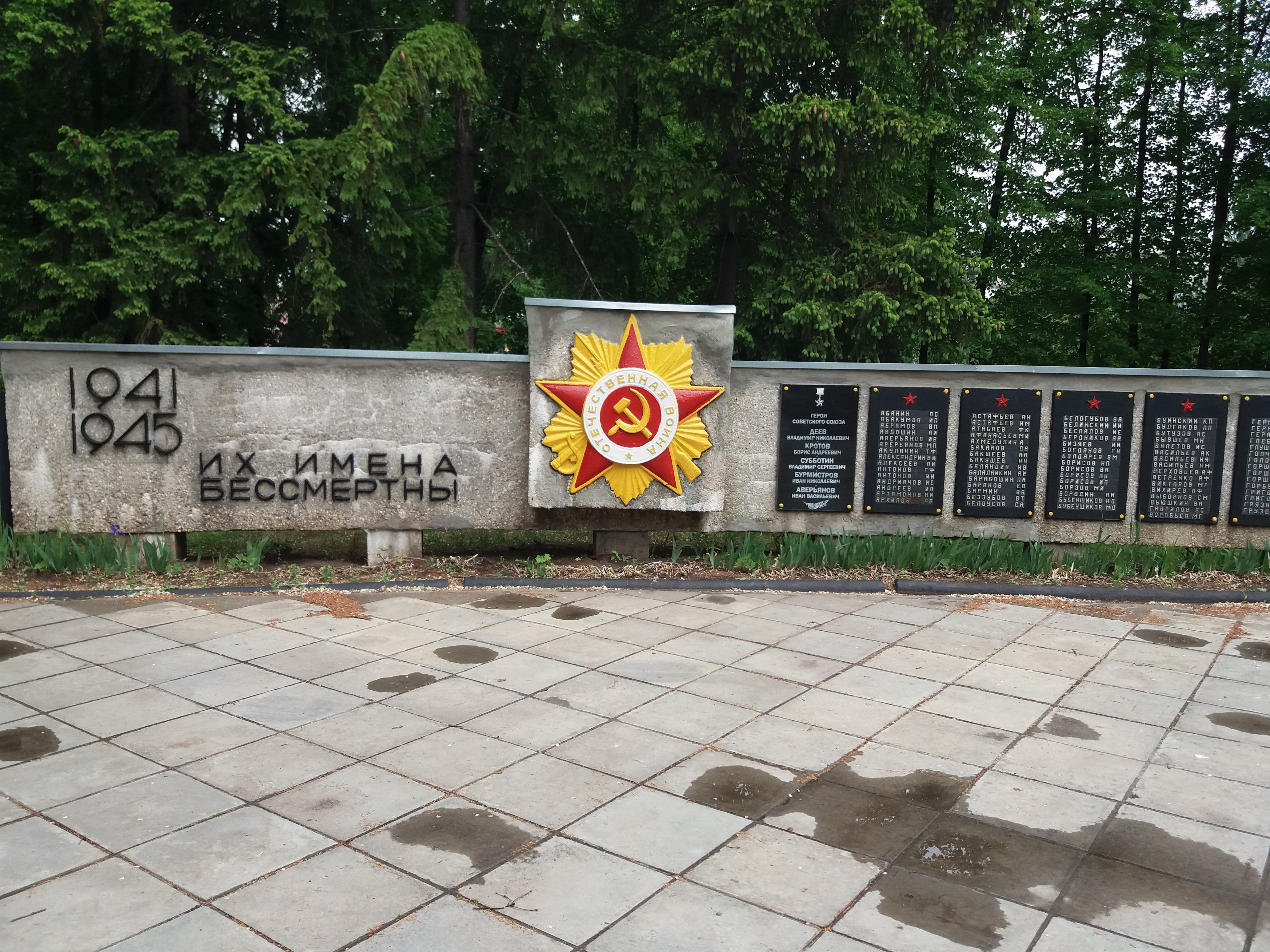
Стела "Герои-володарцы".
Памятник «Герою Аверьянову И. В.».
Мемориальные доски с именами Героев.

## Награды
- Герой Российской Федерации (1995);
- дважды Орден Красного Знамени (30.01.1944, 24.04.1945);
- дважды орден Отечественной войны 1-й степени (13.11.1943, 06.04.1985);
- дважды Орден Красной Звезды (28.08.1943, 1955);
- 16 медалей.